# Гатедо (Комо)
Гатедо је насеље у Италији у округу Комо, региону Ломбардија.
Према процени из 2011. у насељу је живело 27 становника. Насеље се налази на надморској висини од 306 м.